# 青岛观象台台长官邸
36°04′09″N 120°19′24.4″E / 36.06917°N 120.323444°E

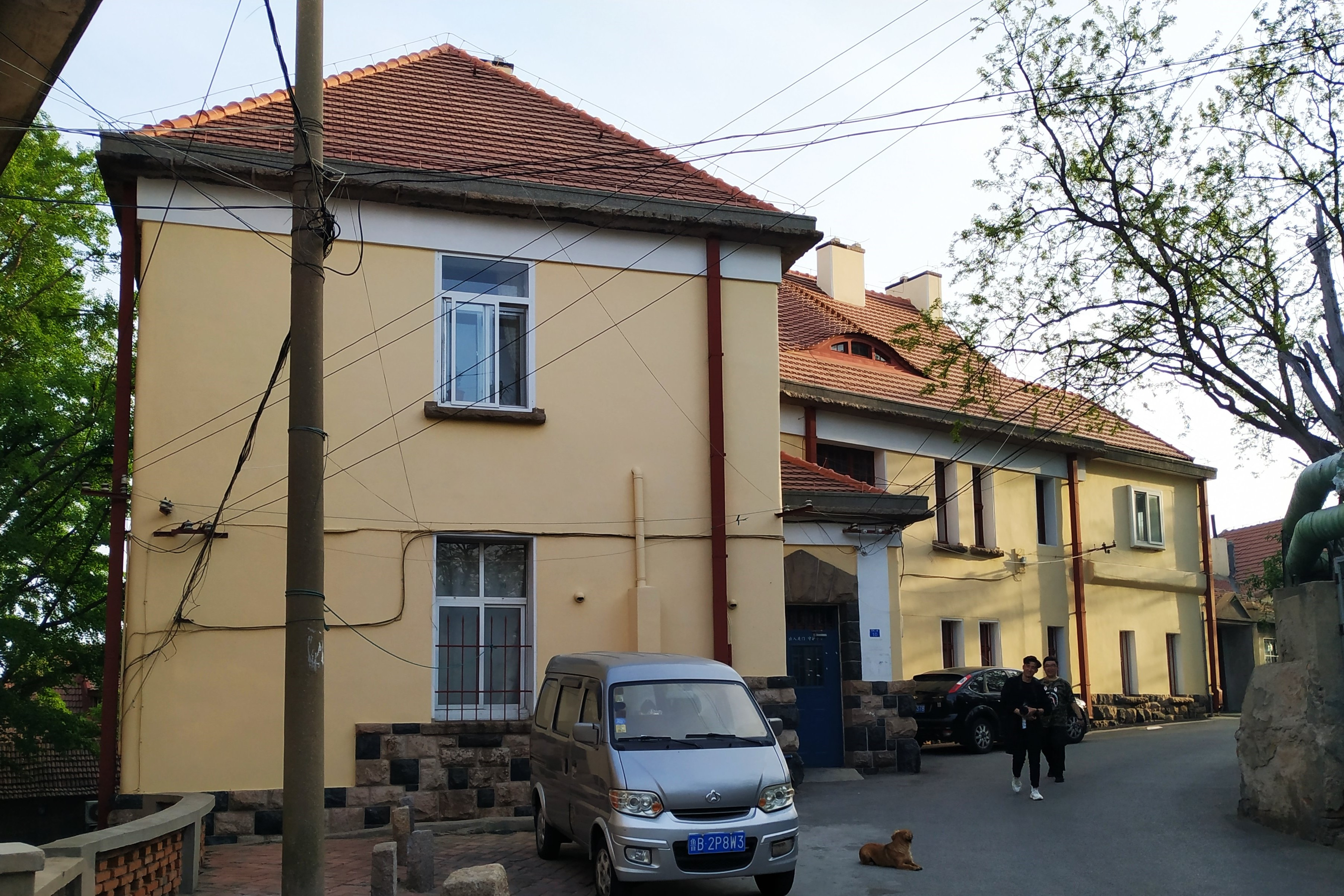
观象台台长官邸旧址，2019年5月

青岛观象台台长官邸旧址位于中国山东省青岛市市南区观象山南坡的观象二路10号，约建于1912年。现为市南区一般不可移动文物、青岛名人故居。

## 历史

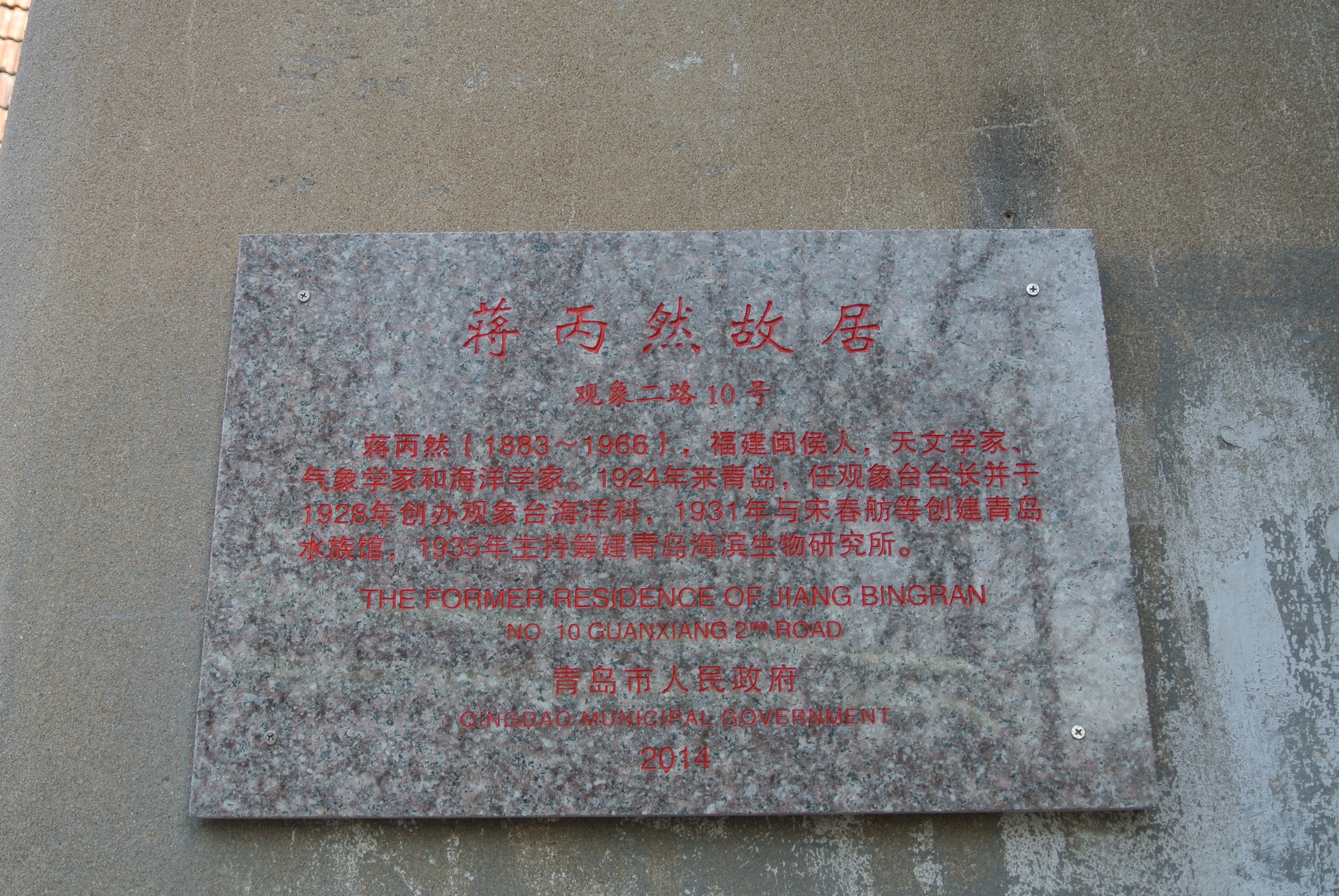
蒋丙然故居标志牌

青岛观象台台长官邸大约建于青岛观象台于1912年竣工后，官邸的第一任居住者为皇家青岛观象台台长布鲁诺·迈尔曼博士（Bruno Meyermann），直至1914年日军占领青岛、迈尔曼作为战俘被押往日本。1924年中国政府收回青岛观象台后，气象学家蒋丙然任台长并居住于此。1929年，地球物理和气象学家王应伟（王大珩之父）任青岛观象台气象地震科科长，也入住此处。蒋丙然住在二楼，王应伟住在一楼。1937年7月，青岛观象台职员撤离青岛。1951年，青岛观象台被解放军海军接管，原观象台官邸改为民居，直至今日。2012年11月6日，该建筑列入市南区未核定为文物保护单位的不可移动文物（一般不可移动文物）名录。2014年，该建筑以“蒋丙然故居”之名列入青岛市第二批名人故居名单。

## 建筑特色
观象台台长官邸位于观象台东南侧的山坡上，为一栋二层住宅建筑，附设坡屋顶阁楼及地下室。地基以花岗岩蘑菇石砌成，外墙为浅色墙面，装饰简洁，窗台铺设花岗岩条石装饰。屋顶上覆牛舌瓦，开波浪形老虎窗。官邸与观象台之间有一条小路连接。该建筑约1940年代时曾被扩建、改建。2015年春末至夏初曾经历内外翻修（文物部门原计划于2014年10月翻修）。

## 图集
- 观象台与官邸，摄自观海山，1910年代
- 观象台、官邸及山麓住宅建筑，摄自信号山，约1930年代
- 观象台官邸旧址北面，翻修前的2015年1月
- 西面
- 东面，2015年2月
- 北面，翻修时，2015年5月
- 西面，翻修时，2015年5月
- 北面，翻修接近结束时，2015年6月
- 西面，翻修接近结束时，2015年6月
- 观象台与正下方的台长官邸旧址，摄自信号山，2016年9月